# Geoff Duncan
Geoffrey L. Duncan (1 april 1975) is een Amerikaans bestuurder en tot augustus 2025 politicus van de Republikeinse Partij. In augustus 2025 is Duncan overgestapt naar de Democratische Partij. Van 14 januari 2019 tot 9 januari 2023 was hij de 12e luitenant-gouverneur van Georgia. Tussen 2013 en 2017 was hij lid van het Huis van Afgevaardigden van Georgia namens het 26e kiesdistrict. Eerder was hij professioneel honkballer en bestuursvoorzitter van Wellview Health.